# Kulturhuset Barbacka
Kulturhuset Barbacka är ett kulturhus för barn och ungdomar i Kristianstad för teater, dans, musik och visuell konst.
Barbacka grundades 1989, och har som syfte att såväl stimulera till eget skapande, som att erbjuda kulturupplevelser för ungdomar.